# USS LST-414
O USS LST-414 foi um navio de guerra norte-americano da classe LST que operou durante a Segunda Guerra Mundial.